# Fabian Hinz
Fabian Hinz (* 1989 in Weiden in der Oberpfalz) ist ein deutscher, unabhängiger OSINT-Analyst beziehungsweise -Analytiker und Waffenexperte.

## Karriere
Nach seinem Abitur 2008 studierte Hinz Politik- und Islamwissenschaft in Freiburg und schloss das Studium mit einem Bachelor ab. Darüber hinaus studierte er Internationale Beziehungen an der FU Berlin, wo er einen Magister erlangte. Während seiner Studienzeit absolvierte er auch Auslandssemester: im iranischen Isfahan und an der Amerikanischen Universität Beirut.
Nach seinem Studium, 2017, war Hinz Stipendiat des Mercator Kollegs für internationale Aufgaben. Während des 13 Monate dauernden Programms arbeitete er als Kollegiat am James Martin Center for Nonproliferation Studies (CNS), das in das Middlebury Institute of International Studies in Vermont eingebunden ist, und am Vienna Center for Disarmament and Non-Proliferation (VCDNO) in Wien. Dabei widmete er sich der selbst gewählten, praktischen Fragestellung: der Nichtweitergabe und -verbreitung von ABC-Waffen und deren Trägersystemen.
Seit 2019 arbeitete Hinz als wissenschaftlicher Mitarbeiter am James Martin Center for Nonproliferation Studies am Middlebury Institute of International Studies in Monterey (Kalifornien). Seit Mai 2023 ist er Mitarbeiter am IISS, dem International Institute for Strategic Studies.
Bekanntheit erlangte er, als er mit Kollegen im Frühjahr 2018 die Spur einer geheimen, in der iranischen Wüste versteckten Raketenforschungsanlage entdeckte.

## Gegenstand seiner Untersuchungen
Hinz konzentriert sich bei seinen Analysen auf die Weitergabe von Atomwaffen oder Mitteln zu deren Herstellung (Raketenproliferation) im Großraum Mittlerer Osten, auch MENA-Region genannt.
Im Zusammenhang mit dem Rätsel um die Raketen- und Drohnenangriffe auf zwei der wichtigsten saudi-arabischen Ölanlagen (die größte Ölraffinerie des Landes in Abkaik sowie das Ölfeld Khurais) am 14. September 2019 konstatierte Hinz Ende September in einem SPIEGEL-Interview, dass die Huthi „eindeutig gefälschte Bilder präsentiert“ hätten.